# Středoevropský pohár 1934
Sezóna 1934 byla osmým ročníkem Středoevropského poháru. Zúčastnily se nejlepší týmy z uplynulého ročníku domácí ligy z Československa, Rakouska, Maďarska a Itálie. Vítězem se stal tým Bologna FC 1909.

## Osmifinále
| Domácí v 1. zápase | Celkem | Hosté v 1. zápase | 1. zápas | 2. zápas |
| ------------------ | ------ | ----------------- | -------- | -------- |
| Ferencvárosi TC    | 10 - 1 | Floridsdorfer AC  | 8 - 0    | 2 - 1    |
| Kladno             | 4 - 3  | Ambrosiana Inter  | 1 - 1    | 3 - 2    |
| Bologna FC 1909    | 3 - 2  | Bocskai           | 2 - 0    | 1 - 2    |
| SK Slavia Praha    | 2 - 4  | SK Rapid Wien     | 1 - 3    | 1 - 1    |
| FK Austria Wien    | 2 - 4  | Újpest FC         | 1 - 2    | 1 - 2    |
| Juventus           | 5 - 2  | Teplitzer FK      | 4 - 2    | 1 - 0    |
| SK Admira Wien     | 2 - 2  | SSC Neapol        | 0 - 0    | 2 - 2    |
| MTK Budapešť       | 6 - 6  | AC Sparta Praha   | 4 - 5    | 2 - 1    |
| MTK Budapešť       | 3 - 3  | AC Sparta Praha   | 2 - 1    | 1 - 2    |

## Čtvrtfinále
| Domácí v 1. zápase | Celkem | Hosté v 1. zápase | 1. zápas | 2. zápas |
| ------------------ | ------ | ----------------- | -------- | -------- |
| Ferencvárosi TC    | 7 - 4  | Kladno            | 6 - 0    | 1 - 4    |
| Újpest FC          | 2 - 4  | Juventus          | 1 - 3    | 1 - 1    |
| Bologna FC 1909    | 7 - 5  | SK Rapid Wien     | 6 - 1    | 1 - 4    |
| SK Admira Wien     | 6 - 3  | AC Sparta Praha   | 4 - 0    | 2 - 3    |

## Semifinále
| Domácí v 1. zápase | Celkem | Hosté v 1. zápase | 1. zápas | 2. zápas |
| ------------------ | ------ | ----------------- | -------- | -------- |
| Ferencvárosi TC    | 2 - 6  | Bologna FC 1909   | 1 - 1    | 1 - 5    |
| SK Admira Wien     | 4 - 3  | Juventus          | 3 - 1    | 1 - 2    |

## Finále
| Domácí v 1. zápase | Celkem | Hosté v 1. zápase | 1. zápas | 2. zápas |
| ------------------ | ------ | ----------------- | -------- | -------- |
| SK Admira Wien     | 4 - 7  | Bologna FC 1909   | 3 - 2    | 1 - 5    |